# Гладких, Георгий Андреевич
Георгий Андреевич Гладких (7 января 1922 — 10 ноября 1992, Воронеж) — советский театральный актёр, народный артист РСФСР (1972).

## Биография
Георгий Андреевич Гладких родился 7 января 1922 года в Харбине (Китай). Участвовал в Великой Отечественной войне.
В 1947 году окончил Высшее театральное училище им. Б. В. Щукина.
В 1945—1947 годах был актёром Московского театра им. Вахтангова. В 1947—1958 годах играл в Театре Балтийского флота в городе Лиепая.
В 1958—1976 годах — актёр Грозненского русского драматического театра имени М. Ю. Лермонтова. В 1976—1980 годах — Воронежского театра драмы имени А. В. Кольцова.
Актёр прекрасно соединял в своём творчестве вдохновение с работой разума и мастерством формы. Каждая сыгранная им роль, яркая по краскам, тонкая по психологическому рисунку, имела общественное звучание.
Умер 10 ноября 1992 года в Воронеже.

## Семья
- Жена — актриса Галина Михайловна Гладких (род. 1925).

## Награды и премии
- Заслуженный артист Латвийской ССР (1955).
- Заслуженный артист Чечено-Ингушской АССР.
- Заслуженный артист РСФСР (25.05.1960).
- Народный артист РСФСР (29.11.1972).

## Работы в театре
- «Гамлет» У. Шекспира — Гамлет
- «На дне» М. Горького — Барон
- «Бесприданница» А. Островского — Карандышев
- «Иркутская история» — Сергей Серёгин
- «Враги» М. Горького — Яков Бардин
- «Город на заре» А. Н. Арбузова — Добров
- «Маскарад» — Неизвестный

### Воронежский театр драмы
- «Мария Тюдор» Виктора Гюго — Канцлер
- «Третья патетическая» Николая Фёдоровича Погодина — Гвоздилин
- «Старый дом» Алексея Николаевича Казанцева — Павел Иванович
- «Любовь, джаз и чёрт» Юозаса Грушаса — Отец Юлюса
- «Без вины виноватые» Александра Николаевича Островского — Нил Стратоныч Дудукин